# Recopa de Europa 1995-96
La Recopa de Europa 1995-96 fue la 36a edición de la Recopa de Europa, en la que participaron los campeones nacionales de copa en la temporada anterior. En esta edición participaron 48 clubes pertenecientes a 47 federaciones nacionales diferentes.
La final, disputada a partido único, enfrentó al Rapid Viena austríaco con el París Saint-Germain francés, en el Estadio Rey Balduino, en Bruselas, donde ganó el equipo francés por 1-0.

## Participantes
| Primera ronda            | Primera ronda       | Primera ronda     | Primera ronda    |
| ------------------------ | ------------------- | ----------------- | ---------------- |
| Real ZaragozaCD          | Deportivo La Coruña | Club Brugge       | AEK Athens       |
| Parma                    | Everton             | Feyenoord         | Copenhagen       |
| PSG                      | Sporting CP         | Trabzonspor       | Halmstad         |
| Borussia Mönchengladbach | Dynamo Moscow       | Rapid Wien        | Celtic           |
| Ronda previa             |                     |                   |                  |
| Sion                     | GKS Katowice        | Petrolul Ploiești | Molde            |
| Maccabi Haifa            | Vác FC Samsung      | APOEL             | Shakhtar Donetsk |
| Dinamo Batumi            | KR Reykjavík        | DAG-Liepaya       | TPS              |
| Inter Bratislava         | Mura                | Lokomotiv Sofia   | Hradec Králové   |
| Wrexham                  | Linfield            | Derry City        | Dinamo-93 Minsk  |
| Valletta                 | Teuta Durrës        | FC Vaduz          | Žalgiris Vilnius |
| Grevenmacher             | KÍ Klaksvík         | Sileks            | Ararat Yerevan   |
| Tiligul Tiraspol         | Lantana Tallinn     | Neftchi           | Obilić           |

TH Campeón Defensor

## Ronda previa
| Equipo 1         | Agr.                 | Equipo 2          | Ida | Vuelta |
| ---------------- | -------------------- | ----------------- | --- | ------ |
| Tiligul Tiraspol | 2–3                  | Sion              | 0–0 | 2–3    |
| Vác FC Samsung   | 2–4                  | Sileks            | 1–1 | 1–3    |
| TPS              | 1–3                  | KS Teuta          | 1–0 | 0–3    |
| Vaduz            | 1–14                 | Hradec Králové    | 0–5 | 1–9    |
| APOEL            | 3–0                  | Neftchi           | 3–0 | 0–0    |
| Wrexham          | 0–1                  | Petrolul Ploiești | 0–0 | 0–1    |
| Valletta         | 2–5                  | Inter Bratislava  | 0–0 | 2–5    |
| Shakhtar Donetsk | 5–1                  | Linfield          | 4–1 | 1–0    |
| Žalgiris Vilnius | 3–2                  | Mura              | 2–0 | 1–2    |
| GKS Katowice     | 2–2 (t. s.) (4–5 p.) | Ararat Yerevan    | 2–0 | 0–2    |
| FK Obilić        | 2–3                  | Dinamo Batumi     | 0–1 | 2–2    |
| Derry City       | 1–2                  | Lokomotiv Sofia   | 1–0 | 0–2    |
| Maccabi Haifa    | 6–3                  | KÍ Klaksvík       | 4–0 | 2–3    |
| Dinamo-93 Minsk  | 2–3                  | Molde             | 1–1 | 1–2    |
| CS Grevenmacher  | 3–4                  | KR Reykjavík      | 3–2 | 0–2    |
| DAG-Liepaya      | 3–0                  | Lantana Tallinn   | 3–0 | 0–0    |

Ida
| 10 de agosto de 1995 | Tiligul Tiraspol | 0–0     | Sion | Stadionul Republican, Chișinău                               |                                                              |
|                      |                  | Reporte |      | Asistencia: 4,500 espectadores Árbitro(s): Vesselin Bogdanov | Asistencia: 4,500 espectadores Árbitro(s): Vesselin Bogdanov |

| 10 de agosto de 1995 | Vác FC Samsung | 1–1     | Sileks       | Stadion Városi Vác, Vác                                   |                                                           |
|                      | Romanek 90'    | Reporte | Micevski 58' | Asistencia: 5,400 espectadores Árbitro(s): Zygmunt Ziober | Asistencia: 5,400 espectadores Árbitro(s): Zygmunt Ziober |

| 10 de agosto de 1995 | TPS         | 1–0     | KS Teuta | Kupittaa Stadium, Turku                                     |                                                             |
|                      | Wallden 31' | Reporte |          | Asistencia: 1,320 espectadores Árbitro(s): Nikolai Levnikov | Asistencia: 1,320 espectadores Árbitro(s): Nikolai Levnikov |

| 10 de agosto de 1995 | Vaduz | 0–5     | Hradec Králové                               | Sportpark Eschen-Mauren, Eschen                         |                                                         |
|                      |       | Reporte | Černý 15' · Samec 32', 50', 59' · Ptáček 37' | Asistencia: 1,170 espectadores Árbitro(s): Mateo Beušan | Asistencia: 1,170 espectadores Árbitro(s): Mateo Beušan |

| 10 de agosto de 1995 | APOEL                           | 3–0     | Neftchi | Makario Stadium, Nicosia                                  |                                                           |
|                      | Andoniou 18' · Ioannou 44', 66' | Reporte |         | Asistencia: 12,600 espectadores Árbitro(s): Ceri Richards | Asistencia: 12,600 espectadores Árbitro(s): Ceri Richards |

| 10 de agosto de 1995 | Wrexham | 0–0     | Petrolul Ploiești | Racecourse Ground, Wrexham                             |                                                        |
|                      |         | Reporte |                   | Asistencia: 4,308 espectadores Árbitro(s): Finn Lambek | Asistencia: 4,308 espectadores Árbitro(s): Finn Lambek |

| 10 de agosto de 1995 | Valletta | 0–0     | Inter Bratislava | Ta' Qali National Stadium, Valletta                           |                                                               |
|                      |          | Reporte |                  | Asistencia: 1,084 espectadores Árbitro(s): Branimir Babarogić | Asistencia: 1,084 espectadores Árbitro(s): Branimir Babarogić |

| 10 de agosto de 1995 | Shakhtar Donetsk                           | 4–1     | Linfield  | Shakhtar Stadium, Donetsk                                |                                                          |
|                      | Atelkin 10' · Matveyev 19' · Orbu 28', 90' | Reporte | Ewing 47' | Asistencia: 27,600 espectadores Árbitro(s): Ľuboš Micheľ | Asistencia: 27,600 espectadores Árbitro(s): Ľuboš Micheľ |

| 10 de agosto de 1995 | Žalgiris Vilnius                 | 2–0     | Mura | Žalgiris Stadium, Vilnius                                      |                                                                |
|                      | Baltušnikas 53' · Tereškinas 67' | Reporte |      | Asistencia: 2,000 espectadores Árbitro(s): Sergo Kvaratskhelia | Asistencia: 2,000 espectadores Árbitro(s): Sergo Kvaratskhelia |

| 8 de octubre de 1995 | GKS Katowice            | 2–0     | Ararat Yerevan | Stadion GKS Katowice, Katowice                           |                                                          |
|                      | Bilski 26' · Karwan 29' | Reporte |                | Asistencia: 1,227 espectadores Árbitro(s): Rune Pedersen | Asistencia: 1,227 espectadores Árbitro(s): Rune Pedersen |

| 10 de agosto de 1995 | FK Obilić | 0–1     | Dinamo Batumi  | Stadion FK Obilić, Belgrade                          |                                                      |
|                      |           | Reporte | Machutadze 70' | Asistencia: 418 espectadores Árbitro(s): Roland Beck | Asistencia: 418 espectadores Árbitro(s): Roland Beck |

| 10 de agosto de 1995 | Derry City  | 1–0     | Lokomotiv Sofia | Brandywell Stadium, Derry                                |                                                          |
|                      | McCourt 43' | Reporte |                 | Asistencia: 4,860 espectadores Árbitro(s): Marnix Sandra | Asistencia: 4,860 espectadores Árbitro(s): Marnix Sandra |

| 10 de agosto de 1995 | Maccabi Haifa                      | 4–0     | KÍ Klaksvík | Kiryat Eliezer Stadium, Haifa                          |                                                        |
|                      | Mizrahi 9', 36', 84' · Shitrit 68' | Reporte |             | Asistencia: 2,690 espectadores Árbitro(s): Vencel Tóth | Asistencia: 2,690 espectadores Árbitro(s): Vencel Tóth |

| 10 de agosto de 1995 | Dinamo-93 Minsk | 1–1     | Molde        | Dinamo Stadium, Minsk                                      |                                                            |
|                      | Lobanov 36'     | Reporte | Solskjær 85' | Asistencia: 5,700 espectadores Árbitro(s): Claude Détruche | Asistencia: 5,700 espectadores Árbitro(s): Claude Détruche |

| 10 de agosto de 1995 | Grevenmacher                       | 3–2     | KR Reykjavík                | Op Flohr Stadion, Grevenmacher                                           |                                                                          |
|                      | Jungblut 7', 53' · Alves Silva 58' | Reporte | Bibercić 49' · Egilsson 82' | Asistencia: 1,025 espectadores Árbitro(s): José Enrique Rubio Valdivieso | Asistencia: 1,025 espectadores Árbitro(s): José Enrique Rubio Valdivieso |

| 10 de agosto de 1995 | DAG-Liepaya  | 3–0 (Anulado) | Lantana Tallinn              | Daugava Stadium, Liepāja                                   |                                                            |
| | Dobrecovs 5' | Reporte       | Lapsa 33' · Movko 67' (a.g.) | Asistencia: 1,300 espectadores Árbitro(s): Tomasz Mikulski | Asistencia: 1,300 espectadores Árbitro(s): Tomasz Mikulski |
| Al DAG-Liepaja le fue acreditada la victoria por 3-0 debido a que el Lantana Tallinn alineó a Anderi Borissov, un jugador inelegible. El resultado original fue de 1-2. |              |               |                              |                                                            |                                                            |

Vuelta
| 22 de agosto de 1995 | KR Reykjavík             | 2–0 (Global 4-3) | Grevenmacher | Laugardalsvöllur, Reykjavík                         |                                                     |
|                      | Bibercić 44' · Porča 68' | Reporte          |              | Asistencia: 932 espectadores Árbitro(s): John Ferry | Asistencia: 932 espectadores Árbitro(s): John Ferry |

| 23 de agosto de 1995 | Sion                              | 3–2 (Global 3-2) | Tiligul Tiraspol         | Stade Tourbillon, Sion                                       |                                                              |
|                      | Moser 22' · Herr 28' · Bonvin 44' |                  | Oprea 79' · Popovici 90' | Asistencia: 6,500 espectadores Árbitro(s): Theodoros Kefalas | Asistencia: 6,500 espectadores Árbitro(s): Theodoros Kefalas |

| 24 de agosto de 1995 | Sileks                      | 3–1 (Global 3-2) | Vác FC Samsung | Gradski Stadion, Kratovo                                  |                                                           |
|                      | Memedi 15', 67' · Borov 36' | Reporte          | Borgulya 20'   | Asistencia: 3,000 espectadores Árbitro(s): Karl Finzinger | Asistencia: 3,000 espectadores Árbitro(s): Karl Finzinger |

| 24 de agosto de 1995 | KS Teuta                       | 3–0 (Global 3-1) | TPS | Qemal Stafa Stadium, Tirana                              |                                                          |
|                      | Vila 9' · Koça 19' · Bushi 55' | Reporte          |     | Asistencia: 2,800 espectadores Árbitro(s): Štefan Tivold | Asistencia: 2,800 espectadores Árbitro(s): Štefan Tivold |

| 24 de agosto de 1995 | Hradec Králové                                                                                | 9–1 (Global 14-1) | Vaduz      | Všesportovní stadion, Hradec Králové                        |                                                             |
|                      | Samec 4', 10', 30', 54' · Urban 15', 77' (pen.) · Vrábel 37' · Smarda 50' (pen.) · Ptáček 64' | Reporte           | Ritter 28' | Asistencia: 3,558 espectadores Árbitro(s): Vladimir Pyanikh | Asistencia: 3,558 espectadores Árbitro(s): Vladimir Pyanikh |

| 24 de agosto de 1995 | Neftchi | 0–0 (Global 0-3) | APOEL | Estadio Inshaatchi, Sumqayit                                  |                                                               |
|                      |         | Report Reporte]  |       | Asistencia: 3,600 espectadores Árbitro(s): Dan Dragoş Crăciun | Asistencia: 3,600 espectadores Árbitro(s): Dan Dragoş Crăciun |

| 24 de agosto de 1995 | Petrolul Ploiești | 1–0 (Global 1-0) | Wrexham | Ilie Oană Stadium, Ploiești                            |                                                        |
|                      | Pârlog 60'        | Reporte          |         | Asistencia: 7,215 espectadores Árbitro(s): Oğuz Sarvan | Asistencia: 7,215 espectadores Árbitro(s): Oğuz Sarvan |

| 24 de agosto de 1995 | Inter Bratislava                                        | 5–2 (Global 5-2) | Valletta              | Štadión Pasienky, Bratislava                             |                                                          |
|                      | Rupec 10' · Tomko 14', 57' · Greguska 78' · Landerl 85' | Reporte          | Dončić 60' · Zarb 83' | Asistencia: 2,374 espectadores Árbitro(s): Valery Onufer | Asistencia: 2,374 espectadores Árbitro(s): Valery Onufer |

| 24 de agosto de 1995 | Linfield | 0–1 (Global 1-5) | Shakhtar Donetsk | Windsor Park, Belfast                                      |                                                            |
|                      |          | Reporte          | Voskoboinyk 85'  | Asistencia: 9,862 espectadores Árbitro(s): Juha Hirviniemi | Asistencia: 9,862 espectadores Árbitro(s): Juha Hirviniemi |

| 24 de agosto de 1995 | Mura                      | 2–1 (Global 2-3) | Žalgiris Vilnius | Fazanerija City Stadium, Murska Sobota                    |                                                           |
|                      | Kokol 11' · Alihodžić 89' | Reporte          | Vencevičius 72'  | Asistencia: 2,950 espectadores Árbitro(s): Georgios Bikas | Asistencia: 2,950 espectadores Árbitro(s): Georgios Bikas |

| 24 de agosto de 1995 | Ararat Yerevan                                          | 2–0 (t. s.)(5–4 p.)(Global 2-2) | GKS Katowice                                        | Hrazdan Stadium, Yerevan                                      |                                                               |
|                      | Gspeyan 23' · Tonoyan 26'                               | Reporte                         |                                                     | Asistencia: 3,000 espectadores Árbitro(s): Gennadi Yakubovsky | Asistencia: 3,000 espectadores Árbitro(s): Gennadi Yakubovsky |
|                      |                                                         | Tiros desde el punto penal      |                                                     |                                                               |                                                               |
|                      | Gspeyan · Shahgeldyan · Harutyunyan · Nigoyan · Tonoyan |                                 | Węgrzyn · Pawłuszek · Świerczewski · Ledwoń · Jojko |                                                               |                                                               |

| 24 de agosto de 1995 | Dinamo Batumi               | 2–2 (Global 3-2) | FK Obilić              | Tsentral Stadium, Batumi                                |                                                         |
|                      | Machutadze 59' · Mujiri 80' | Reporte          | Šarac 8' · Popović 33' | Asistencia: 3,000 espectadores Árbitro(s): Leif Sundell | Asistencia: 3,000 espectadores Árbitro(s): Leif Sundell |

| 24 de agosto de 1995 | Lokomotiv Sofia           | 2–0 (Global 2-1) | Derry City | Vasil Levski Stadium, Sofia                                       |                                                                   |
|                      | Slavchev 5' · Hvoinev 29' | Reporte          |            | Asistencia: 3,994 espectadores Árbitro(s): Anastasios Papaioannou | Asistencia: 3,994 espectadores Árbitro(s): Anastasios Papaioannou |

| 24 de agosto de 1995 | KÍ Klaksvík             | 3–2 (Global 3-6) | Maccabi Haifa            | Svangaskarð, Toftir                                       |                                                           |
|                      | Danielsen 54', 61', 71' | Reporte          | Revivo 32' · Shitrit 83' | Asistencia: 295 espectadores Árbitro(s): Richard O'Hanlon | Asistencia: 295 espectadores Árbitro(s): Richard O'Hanlon |

| 24 de agosto de 1995 | Molde                     | 2–1 (Global 3-2) | Dinamo-93 Minsk | Molde Idrettspark, Molde                               |                                                        |
|                      | Solskjær 4' · Stavrum 68' | Reporte          | Skripchenko 20' | Asistencia: 2,989 espectadores Árbitro(s): Jürgen Aust | Asistencia: 2,989 espectadores Árbitro(s): Jürgen Aust |

| 24 de agosto de 1995 | Lantana Tallinn | 0–0 (Global 0-3) | DAG-Liepaya | Kadriorg Stadium, Tallin                                |                                                         |
|                      |                 | Reporte          |             | Asistencia: 340 espectadores Árbitro(s): Bohdan Benedik | Asistencia: 340 espectadores Árbitro(s): Bohdan Benedik |

## Rondas siguientes
|  | Primera ronda                                                    | Primera ronda                                                    | Primera ronda                                                    | Primera ronda                                                    |   |                     | Octavos de final                                            | Octavos de final                                            | Octavos de final                                            | Octavos de final                                            |  |                     | Cuartos de final                                      | Cuartos de final                                      | Cuartos de final                                      | Cuartos de final                                      |  |                     | Semifinales                                           | Semifinales                                           | Semifinales                                           | Semifinales                                           |  |     | Final                                            | Final                                            |  |
|  | 14 de septiembre de 1995 (ida) 28 de septiembre de 1995 (vuelta) | 14 de septiembre de 1995 (ida) 28 de septiembre de 1995 (vuelta) | 14 de septiembre de 1995 (ida) 28 de septiembre de 1995 (vuelta) | 14 de septiembre de 1995 (ida) 28 de septiembre de 1995 (vuelta) |   |                     | 19 de octubre de 1995 (ida) 2 de noviembre de 1995 (vuelta) | 19 de octubre de 1995 (ida) 2 de noviembre de 1995 (vuelta) | 19 de octubre de 1995 (ida) 2 de noviembre de 1995 (vuelta) | 19 de octubre de 1995 (ida) 2 de noviembre de 1995 (vuelta) |  |                     | 7 de marzo de 1996 (ida) 21 de marzo de 1996 (vuelta) | 7 de marzo de 1996 (ida) 21 de marzo de 1996 (vuelta) | 7 de marzo de 1996 (ida) 21 de marzo de 1996 (vuelta) | 7 de marzo de 1996 (ida) 21 de marzo de 1996 (vuelta) |  |                     | 4 de abril de 1996 (ida) 18 de abril de 1996 (vuelta) | 4 de abril de 1996 (ida) 18 de abril de 1996 (vuelta) | 4 de abril de 1996 (ida) 18 de abril de 1996 (vuelta) | 4 de abril de 1996 (ida) 18 de abril de 1996 (vuelta) |  |     | 8 de mayo de 1996 Estadio Rey Balduino, Bruselas | 8 de mayo de 1996 Estadio Rey Balduino, Bruselas |  |
|  |                                                                  |                                                                  |                                                                  |                                                                  |   |                     |                                                             |                                                             |                                                             |                                                             |  |                     |                                                       |                                                       |                                                       |                                                       |  |                     |                                                       |                                                       |                                                       |                                                       |  |     |                                                  |                                                  |  |
|  |                                                                  |                                                                  |                                                                  |                                                                  |   |                     |                                                             |                                                             |                                                             |                                                             |  |                     |                                                       |                                                       |                                                       |                                                       |  |                     |                                                       |                                                       |                                                       |                                                       |  |     |                                                  |                                                  |  |
|  | Žalgiris Vilnius                                                 | 2                                                                | 0                                                                | 2                                                                |   |                     |                                                             |                                                             |                                                             |                                                             |  |                     |                                                       |                                                       |                                                       |                                                       |  |                     |                                                       |                                                       |                                                       |                                                       |  |     |                                                  |                                                  |  |
|  | Žalgiris Vilnius                                                 | 2                                                                | 0                                                                | 2                                                                |   |                     |                                                             |                                                             |                                                             |                                                             |  |                     |                                                       |                                                       |                                                       |                                                       |  |                     |                                                       |                                                       |                                                       |                                                       |  |     |                                                  |                                                  |  |
|  | Trabzonspor                                                      | 2                                                                | 1                                                                | 3                                                                |   |                     |                                                             |                                                             |                                                             |                                                             |  |                     |                                                       |                                                       |                                                       |                                                       |  |                     |                                                       |                                                       |                                                       |                                                       |  |     |                                                  |                                                  |  |
|  | Trabzonspor                                                      | 2                                                                | 1                                                                | 3                                                                |   | Trabzonspor         | 0                                                           | 0                                                           | 0                                                           |                                                             |  |                     |                                                       |                                                       |                                                       |                                                       |  |                     |                                                       |                                                       |                                                       |                                                       |  |     |                                                  |                                                  |  |
|  |                                                                  |                                                                  |                                                                  |                                                                  |   | Trabzonspor         | 0                                                           | 0                                                           | 0                                                           |                                                             |  |                     |                                                       |                                                       |                                                       |                                                       |  |                     |                                                       |                                                       |                                                       |                                                       |  |     |                                                  |                                                  |  |
|  |                                                                  |                                                                  | Deportivo La Coruña                                              | 1                                                                | 3 | 4                   |                                                             |                                                             |                                                             |                                                             |  |                     |                                                       |                                                       |                                                       |                                                       |  |                     |                                                       |                                                       |                                                       |                                                       |  |     |                                                  |                                                  |  |
|  | APOEL Nicosia                                                    | 0                                                                | Deportivo La Coruña                                              | 1                                                                | 3 | 4                   | 0                                                           | 0                                                           |                                                             |                                                             |  |                     |                                                       |                                                       |                                                       |                                                       |  |                     |                                                       |                                                       |                                                       |                                                       |  |     |                                                  |                                                  |  |
|  | APOEL Nicosia                                                    | 0                                                                |                                                                  |                                                                  |   |                     |                                                             |                                                             |                                                             |                                                             |  |                     |                                                       |                                                       |                                                       |                                                       |  |                     |                                                       |                                                       |                                                       |                                                       |  |     |                                                  |                                                  |  |
|  | Deportivo La Coruña                                              | 0                                                                | 8                                                                | 8                                                                |   |                     |                                                             |                                                             |                                                             |                                                             |  |                     |                                                       |                                                       |                                                       |                                                       |  |                     |                                                       |                                                       |                                                       |                                                       |  |     |                                                  |                                                  |  |
|  | Deportivo La Coruña                                              | 0                                                                | 8                                                                | 8                                                                |   |                     |                                                             |                                                             |                                                             |                                                             |  | Deportivo La Coruña | 1                                                     | 1                                                     | 2                                                     |                                                       |  |                     |                                                       |                                                       |                                                       |                                                       |  |     |                                                  |                                                  |  |
|  |                                                                  |                                                                  |                                                                  |                                                                  |   |                     |                                                             |                                                             |                                                             |                                                             |  | Deportivo La Coruña | 1                                                     | 1                                                     | 2                                                     |                                                       |  |                     |                                                       |                                                       |                                                       |                                                       |  |     |                                                  |                                                  |  |
|  |                                                                  |                                                                  | Real Zaragoza                                                    | 0                                                                | 1 | 1                   |                                                             |                                                             |                                                             |                                                             |  |                     |                                                       |                                                       |                                                       |                                                       |  |                     |                                                       |                                                       |                                                       |                                                       |  |     |                                                  |                                                  |  |
|  | Inter Bratislava                                                 | 0                                                                | Real Zaragoza                                                    | 0                                                                | 1 | 1                   | 1                                                           | 1                                                           |                                                             |                                                             |  |                     |                                                       |                                                       |                                                       |                                                       |  |                     |                                                       |                                                       |                                                       |                                                       |  |     |                                                  |                                                  |  |
|  | Inter Bratislava                                                 | 0                                                                |                                                                  |                                                                  |   |                     |                                                             |                                                             |                                                             |                                                             |  |                     |                                                       |                                                       |                                                       |                                                       |  |                     |                                                       |                                                       |                                                       |                                                       |  |     |                                                  |                                                  |  |
|  | Real Zaragoza                                                    | 2                                                                | 3                                                                | 5                                                                |   |                     |                                                             |                                                             |                                                             |                                                             |  |                     |                                                       |                                                       |                                                       |                                                       |  |                     |                                                       |                                                       |                                                       |                                                       |  |     |                                                  |                                                  |  |
|  | Real Zaragoza                                                    | 2                                                                | 3                                                                | 5                                                                |   | Real Zaragoza       | 2                                                           | 1                                                           | 3                                                           |                                                             |  |                     |                                                       |                                                       |                                                       |                                                       |  |                     |                                                       |                                                       |                                                       |                                                       |  |     |                                                  |                                                  |  |
|  |                                                                  |                                                                  |                                                                  |                                                                  |   | Real Zaragoza       | 2                                                           | 1                                                           | 3                                                           |                                                             |  |                     |                                                       |                                                       |                                                       |                                                       |  |                     |                                                       |                                                       |                                                       |                                                       |  |     |                                                  |                                                  |  |
|  |                                                                  |                                                                  | Brujas                                                           | 1                                                                | 0 | 1                   |                                                             |                                                             |                                                             |                                                             |  |                     |                                                       |                                                       |                                                       |                                                       |  |                     |                                                       |                                                       |                                                       |                                                       |  |     |                                                  |                                                  |  |
|  | Brujas                                                           | 1                                                                | Brujas                                                           | 1                                                                | 0 | 1                   | 1                                                           | 2                                                           |                                                             |                                                             |  |                     |                                                       |                                                       |                                                       |                                                       |  |                     |                                                       |                                                       |                                                       |                                                       |  |     |                                                  |                                                  |  |
|  | Brujas                                                           | 1                                                                |                                                                  |                                                                  |   |                     |                                                             |                                                             |                                                             |                                                             |  |                     |                                                       |                                                       |                                                       |                                                       |  |                     |                                                       |                                                       |                                                       |                                                       |  |     |                                                  |                                                  |  |
|  | Shakhtar Donetsk                                                 | 0                                                                | 1                                                                | 1                                                                |   |                     |                                                             |                                                             |                                                             |                                                             |  |                     |                                                       |                                                       |                                                       |                                                       |  |                     |                                                       |                                                       |                                                       |                                                       |  |     |                                                  |                                                  |  |
|  | Shakhtar Donetsk                                                 | 0                                                                | 1                                                                | 1                                                                |   |                     |                                                             |                                                             |                                                             |                                                             |  |                     |                                                       |                                                       |                                                       |                                                       |  | Deportivo La Coruña | 0                                                     | 0                                                     | 0                                                     |                                                       |  |     |                                                  |                                                  |  |
|  |                                                                  |                                                                  |                                                                  |                                                                  |   |                     |                                                             |                                                             |                                                             |                                                             |  |                     |                                                       |                                                       |                                                       |                                                       |  | Deportivo La Coruña | 0                                                     | 0                                                     | 0                                                     |                                                       |  |     |                                                  |                                                  |  |
|  |                                                                  |                                                                  | PSG                                                              | 1                                                                | 1 | 2                   |                                                             |                                                             |                                                             |                                                             |  |                     |                                                       |                                                       |                                                       |                                                       |  |                     |                                                       |                                                       |                                                       |                                                       |  |     |                                                  |                                                  |  |
|  | Lokomotiv Sofía                                                  | 3                                                                | PSG                                                              | 1                                                                | 1 | 2                   | 0                                                           | 3                                                           |                                                             |                                                             |  |                     |                                                       |                                                       |                                                       |                                                       |  |                     |                                                       |                                                       |                                                       |                                                       |  |     |                                                  |                                                  |  |
|  | Lokomotiv Sofía                                                  | 3                                                                |                                                                  |                                                                  |   |                     |                                                             |                                                             |                                                             |                                                             |  |                     |                                                       |                                                       |                                                       |                                                       |  |                     |                                                       |                                                       |                                                       |                                                       |  |     |                                                  |                                                  |  |
|  | Halmstads (v.)                                                   | 1                                                                | 2                                                                | 3                                                                |   |                     |                                                             |                                                             |                                                             |                                                             |  |                     |                                                       |                                                       |                                                       |                                                       |  |                     |                                                       |                                                       |                                                       |                                                       |  |     |                                                  |                                                  |  |
|  | Halmstads (v.)                                                   | 1                                                                | 2                                                                | 3                                                                |   | Halmstads           | 3                                                           | 0                                                           | 3                                                           |                                                             |  |                     |                                                       |                                                       |                                                       |                                                       |  |                     |                                                       |                                                       |                                                       |                                                       |  |     |                                                  |                                                  |  |
|  |                                                                  |                                                                  |                                                                  |                                                                  |   | Halmstads           | 3                                                           | 0                                                           | 3                                                           |                                                             |  |                     |                                                       |                                                       |                                                       |                                                       |  |                     |                                                       |                                                       |                                                       |                                                       |  |     |                                                  |                                                  |  |
|  |                                                                  |                                                                  | Parma                                                            | 0                                                                | 4 | 4                   |                                                             |                                                             |                                                             |                                                             |  |                     |                                                       |                                                       |                                                       |                                                       |  |                     |                                                       |                                                       |                                                       |                                                       |  |     |                                                  |                                                  |  |
|  | Teuta                                                            | 0                                                                | Parma                                                            | 0                                                                | 4 | 4                   | 0                                                           | 0                                                           |                                                             |                                                             |  |                     |                                                       |                                                       |                                                       |                                                       |  |                     |                                                       |                                                       |                                                       |                                                       |  |     |                                                  |                                                  |  |
|  | Teuta                                                            | 0                                                                |                                                                  |                                                                  |   |                     |                                                             |                                                             |                                                             |                                                             |  |                     |                                                       |                                                       |                                                       |                                                       |  |                     |                                                       |                                                       |                                                       |                                                       |  |     |                                                  |                                                  |  |
|  | Parma                                                            | 2                                                                | 2                                                                | 4                                                                |   |                     |                                                             |                                                             |                                                             |                                                             |  |                     |                                                       |                                                       |                                                       |                                                       |  |                     |                                                       |                                                       |                                                       |                                                       |  |     |                                                  |                                                  |  |
|  | Parma                                                            | 2                                                                | 2                                                                | 4                                                                |   |                     |                                                             |                                                             |                                                             |                                                             |  | Parma               | 1                                                     | 1                                                     | 2                                                     |                                                       |  |                     |                                                       |                                                       |                                                       |                                                       |  |     |                                                  |                                                  |  |
|  |                                                                  |                                                                  |                                                                  |                                                                  |   |                     |                                                             |                                                             |                                                             |                                                             |  | Parma               | 1                                                     | 1                                                     | 2                                                     |                                                       |  |                     |                                                       |                                                       |                                                       |                                                       |  |     |                                                  |                                                  |  |
|  |                                                                  |                                                                  | PSG                                                              | 0                                                                | 3 | 3                   |                                                             |                                                             |                                                             |                                                             |  |                     |                                                       |                                                       |                                                       |                                                       |  |                     |                                                       |                                                       |                                                       |                                                       |  |     |                                                  |                                                  |  |
|  | Molde                                                            | 2                                                                | PSG                                                              | 0                                                                | 3 | 3                   | 0                                                           | 2                                                           |                                                             |                                                             |  |                     |                                                       |                                                       |                                                       |                                                       |  |                     |                                                       |                                                       |                                                       |                                                       |  |     |                                                  |                                                  |  |
|  | Molde                                                            | 2                                                                |                                                                  |                                                                  |   |                     |                                                             |                                                             |                                                             |                                                             |  |                     |                                                       |                                                       |                                                       |                                                       |  |                     |                                                       |                                                       |                                                       |                                                       |  |     |                                                  |                                                  |  |
|  | PSG                                                              | 3                                                                | 3                                                                | 6                                                                |   |                     |                                                             |                                                             |                                                             |                                                             |  |                     |                                                       |                                                       |                                                       |                                                       |  |                     |                                                       |                                                       |                                                       |                                                       |  |     |                                                  |                                                  |  |
|  | PSG                                                              | 3                                                                | 3                                                                | 6                                                                |   | PSG                 | 1                                                           | 3                                                           | 4                                                           |                                                             |  |                     |                                                       |                                                       |                                                       |                                                       |  |                     |                                                       |                                                       |                                                       |                                                       |  |     |                                                  |                                                  |  |
|  |                                                                  |                                                                  |                                                                  |                                                                  |   | PSG                 | 1                                                           | 3                                                           | 4                                                           |                                                             |  |                     |                                                       |                                                       |                                                       |                                                       |  |                     |                                                       |                                                       |                                                       |                                                       |  |     |                                                  |                                                  |  |
|  |                                                                  |                                                                  | Celtic                                                           | 0                                                                | 0 | 0                   |                                                             |                                                             |                                                             |                                                             |  |                     |                                                       |                                                       |                                                       |                                                       |  |                     |                                                       |                                                       |                                                       |                                                       |  |     |                                                  |                                                  |  |
|  | Dinamo Batumi                                                    | 2                                                                | Celtic                                                           | 0                                                                | 0 | 0                   | 0                                                           | 2                                                           |                                                             |                                                             |  |                     |                                                       |                                                       |                                                       |                                                       |  |                     |                                                       |                                                       |                                                       |                                                       |  |     |                                                  |                                                  |  |
|  | Dinamo Batumi                                                    | 2                                                                |                                                                  |                                                                  |   |                     |                                                             |                                                             |                                                             |                                                             |  |                     |                                                       |                                                       |                                                       |                                                       |  |                     |                                                       |                                                       |                                                       |                                                       |  |     |                                                  |                                                  |  |
|  | Celtic                                                           | 3                                                                | 4                                                                | 7                                                                |   |                     |                                                             |                                                             |                                                             |                                                             |  |                     |                                                       |                                                       |                                                       |                                                       |  |                     |                                                       |                                                       |                                                       |                                                       |  |     |                                                  |                                                  |  |
|  | Celtic                                                           | 3                                                                | 4                                                                | 7                                                                |   |                     |                                                             |                                                             |                                                             |                                                             |  |                     |                                                       |                                                       |                                                       |                                                       |  |                     |                                                       |                                                       |                                                       |                                                       |  | PSG | 1                                                |                                                  |  |
|  |                                                                  |                                                                  |                                                                  |                                                                  |   |                     |                                                             |                                                             |                                                             |                                                             |  |                     |                                                       |                                                       |                                                       |                                                       |  |                     |                                                       |                                                       |                                                       |                                                       |  | PSG | 1                                                |                                                  |  |
|  |                                                                  |                                                                  | Rapid Viena                                                      | 0                                                                |   |                     |                                                             |                                                             |                                                             |                                                             |  |                     |                                                       |                                                       |                                                       |                                                       |  |                     |                                                       |                                                       |                                                       |                                                       |  |     |                                                  |                                                  |  |
|  | Borussia M'gladbach                                              | 3                                                                | Rapid Viena                                                      | 0                                                                | 3 | 6                   |                                                             |                                                             |                                                             |                                                             |  |                     |                                                       |                                                       |                                                       |                                                       |  |                     |                                                       |                                                       |                                                       |                                                       |  |     |                                                  |                                                  |  |
|  | Borussia M'gladbach                                              | 3                                                                |                                                                  |                                                                  |   |                     |                                                             |                                                             |                                                             |                                                             |  |                     |                                                       |                                                       |                                                       |                                                       |  |                     |                                                       |                                                       |                                                       |                                                       |  |     |                                                  |                                                  |  |
|  | Sileks Kratovo                                                   | 0                                                                | 2                                                                | 2                                                                |   |                     |                                                             |                                                             |                                                             |                                                             |  |                     |                                                       |                                                       |                                                       |                                                       |  |                     |                                                       |                                                       |                                                       |                                                       |  |     |                                                  |                                                  |  |
|  | Sileks Kratovo                                                   | 0                                                                | 2                                                                | 2                                                                |   | Borussia M'gladbach | 4                                                           | 1                                                           | 5                                                           |                                                             |  |                     |                                                       |                                                       |                                                       |                                                       |  |                     |                                                       |                                                       |                                                       |                                                       |  |     |                                                  |                                                  |  |
|  |                                                                  |                                                                  |                                                                  |                                                                  |   | Borussia M'gladbach | 4                                                           | 1                                                           | 5                                                           |                                                             |  |                     |                                                       |                                                       |                                                       |                                                       |  |                     |                                                       |                                                       |                                                       |                                                       |  |     |                                                  |                                                  |  |
|  |                                                                  |                                                                  | AEK Atenas                                                       | 1                                                                | 0 | 1                   |                                                             |                                                             |                                                             |                                                             |  |                     |                                                       |                                                       |                                                       |                                                       |  |                     |                                                       |                                                       |                                                       |                                                       |  |     |                                                  |                                                  |  |
|  | AEK Atenas                                                       | 2                                                                | AEK Atenas                                                       | 1                                                                | 0 | 1                   | 2                                                           | 4                                                           |                                                             |                                                             |  |                     |                                                       |                                                       |                                                       |                                                       |  |                     |                                                       |                                                       |                                                       |                                                       |  |     |                                                  |                                                  |  |
|  | AEK Atenas                                                       | 2                                                                |                                                                  |                                                                  |   |                     |                                                             |                                                             |                                                             |                                                             |  |                     |                                                       |                                                       |                                                       |                                                       |  |                     |                                                       |                                                       |                                                       |                                                       |  |     |                                                  |                                                  |  |
|  | Sion                                                             | 0                                                                | 2                                                                | 2                                                                |   |                     |                                                             |                                                             |                                                             |                                                             |  |                     |                                                       |                                                       |                                                       |                                                       |  |                     |                                                       |                                                       |                                                       |                                                       |  |     |                                                  |                                                  |  |
|  | Sion                                                             | 0                                                                | 2                                                                | 2                                                                |   |                     |                                                             |                                                             |                                                             |                                                             |  | Borussia M'gladbach | 2                                                     | 0                                                     | 2                                                     |                                                       |  |                     |                                                       |                                                       |                                                       |                                                       |  |     |                                                  |                                                  |  |
|  |                                                                  |                                                                  |                                                                  |                                                                  |   |                     |                                                             |                                                             |                                                             |                                                             |  | Borussia M'gladbach | 2                                                     | 0                                                     | 2                                                     |                                                       |  |                     |                                                       |                                                       |                                                       |                                                       |  |     |                                                  |                                                  |  |
|  |                                                                  |                                                                  | Feyenoord                                                        | 2                                                                | 1 | 3                   |                                                             |                                                             |                                                             |                                                             |  |                     |                                                       |                                                       |                                                       |                                                       |  |                     |                                                       |                                                       |                                                       |                                                       |  |     |                                                  |                                                  |  |
|  | KR                                                               | 2                                                                | Feyenoord                                                        | 2                                                                | 1 | 3                   | 1                                                           | 3                                                           |                                                             |                                                             |  |                     |                                                       |                                                       |                                                       |                                                       |  |                     |                                                       |                                                       |                                                       |                                                       |  |     |                                                  |                                                  |  |
|  | KR                                                               | 2                                                                |                                                                  |                                                                  |   |                     |                                                             |                                                             |                                                             |                                                             |  |                     |                                                       |                                                       |                                                       |                                                       |  |                     |                                                       |                                                       |                                                       |                                                       |  |     |                                                  |                                                  |  |
|  | Everton                                                          | 3                                                                | 3                                                                | 6                                                                |   |                     |                                                             |                                                             |                                                             |                                                             |  |                     |                                                       |                                                       |                                                       |                                                       |  |                     |                                                       |                                                       |                                                       |                                                       |  |     |                                                  |                                                  |  |
|  | Everton                                                          | 3                                                                | 3                                                                | 6                                                                |   | Everton             | 0                                                           | 0                                                           | 0                                                           |                                                             |  |                     |                                                       |                                                       |                                                       |                                                       |  |                     |                                                       |                                                       |                                                       |                                                       |  |     |                                                  |                                                  |  |
|  |                                                                  |                                                                  |                                                                  |                                                                  |   | Everton             | 0                                                           | 0                                                           | 0                                                           |                                                             |  |                     |                                                       |                                                       |                                                       |                                                       |  |                     |                                                       |                                                       |                                                       |                                                       |  |     |                                                  |                                                  |  |
|  |                                                                  |                                                                  | Feyenoord                                                        | 0                                                                | 1 | 1                   |                                                             |                                                             |                                                             |                                                             |  |                     |                                                       |                                                       |                                                       |                                                       |  |                     |                                                       |                                                       |                                                       |                                                       |  |     |                                                  |                                                  |  |
|  | DAG Liepāja                                                      | 0                                                                | Feyenoord                                                        | 0                                                                | 1 | 1                   | 0                                                           | 0                                                           |                                                             |                                                             |  |                     |                                                       |                                                       |                                                       |                                                       |  |                     |                                                       |                                                       |                                                       |                                                       |  |     |                                                  |                                                  |  |
|  | DAG Liepāja                                                      | 0                                                                |                                                                  |                                                                  |   |                     |                                                             |                                                             |                                                             |                                                             |  |                     |                                                       |                                                       |                                                       |                                                       |  |                     |                                                       |                                                       |                                                       |                                                       |  |     |                                                  |                                                  |  |
|  | Feyenoord                                                        | 7                                                                | 6                                                                | 13                                                               |   |                     |                                                             |                                                             |                                                             |                                                             |  |                     |                                                       |                                                       |                                                       |                                                       |  |                     |                                                       |                                                       |                                                       |                                                       |  |     |                                                  |                                                  |  |
|  | Feyenoord                                                        | 7                                                                | 6                                                                | 13                                                               |   |                     |                                                             |                                                             |                                                             |                                                             |  |                     |                                                       |                                                       |                                                       |                                                       |  | Feyenoord           | 1                                                     | 0                                                     | 1                                                     |                                                       |  |     |                                                  |                                                  |  |
|  |                                                                  |                                                                  |                                                                  |                                                                  |   |                     |                                                             |                                                             |                                                             |                                                             |  |                     |                                                       |                                                       |                                                       |                                                       |  | Feyenoord           | 1                                                     | 0                                                     | 1                                                     |                                                       |  |     |                                                  |                                                  |  |
|  |                                                                  |                                                                  | Rapid Viena                                                      | 1                                                                | 3 | 4                   |                                                             |                                                             |                                                             |                                                             |  |                     |                                                       |                                                       |                                                       |                                                       |  |                     |                                                       |                                                       |                                                       |                                                       |  |     |                                                  |                                                  |  |
|  | Dinamo Moscú                                                     | 3                                                                | Rapid Viena                                                      | 1                                                                | 3 | 4                   | 1                                                           | 4                                                           |                                                             |                                                             |  |                     |                                                       |                                                       |                                                       |                                                       |  |                     |                                                       |                                                       |                                                       |                                                       |  |     |                                                  |                                                  |  |
|  | Dinamo Moscú                                                     | 3                                                                |                                                                  |                                                                  |   |                     |                                                             |                                                             |                                                             |                                                             |  |                     |                                                       |                                                       |                                                       |                                                       |  |                     |                                                       |                                                       |                                                       |                                                       |  |     |                                                  |                                                  |  |
|  | Ararat Ereván                                                    | 1                                                                | 0                                                                | 1                                                                |   |                     |                                                             |                                                             |                                                             |                                                             |  |                     |                                                       |                                                       |                                                       |                                                       |  |                     |                                                       |                                                       |                                                       |                                                       |  |     |                                                  |                                                  |  |
|  | Ararat Ereván                                                    | 1                                                                | 0                                                                | 1                                                                |   | Dinamo Moscú (p.)   | 1                                                           | 0                                                           | 1 (3)                                                       |                                                             |  |                     |                                                       |                                                       |                                                       |                                                       |  |                     |                                                       |                                                       |                                                       |                                                       |  |     |                                                  |                                                  |  |
|  |                                                                  |                                                                  |                                                                  |                                                                  |   | Dinamo Moscú (p.)   | 1                                                           | 0                                                           | 1 (3)                                                       |                                                             |  |                     |                                                       |                                                       |                                                       |                                                       |  |                     |                                                       |                                                       |                                                       |                                                       |  |     |                                                  |                                                  |  |
|  |                                                                  |                                                                  | Hradec Králové                                                   | 0                                                                | 1 | 1 (1)               |                                                             |                                                             |                                                             |                                                             |  |                     |                                                       |                                                       |                                                       |                                                       |  |                     |                                                       |                                                       |                                                       |                                                       |  |     |                                                  |                                                  |  |
|  | Hradec Králové                                                   | 5                                                                | Hradec Králové                                                   | 0                                                                | 1 | 1 (1)               | 2                                                           | 7                                                           |                                                             |                                                             |  |                     |                                                       |                                                       |                                                       |                                                       |  |                     |                                                       |                                                       |                                                       |                                                       |  |     |                                                  |                                                  |  |
|  | Hradec Králové                                                   | 5                                                                |                                                                  |                                                                  |   |                     |                                                             |                                                             |                                                             |                                                             |  |                     |                                                       |                                                       |                                                       |                                                       |  |                     |                                                       |                                                       |                                                       |                                                       |  |     |                                                  |                                                  |  |
|  | Copenhague                                                       | 0                                                                | 2                                                                | 2                                                                |   |                     |                                                             |                                                             |                                                             |                                                             |  |                     |                                                       |                                                       |                                                       |                                                       |  |                     |                                                       |                                                       |                                                       |                                                       |  |     |                                                  |                                                  |  |
|  | Copenhague                                                       | 0                                                                | 2                                                                | 2                                                                |   |                     |                                                             |                                                             |                                                             |                                                             |  | Dinamo Moscú        | 0                                                     | 0                                                     | 0                                                     |                                                       |  |                     |                                                       |                                                       |                                                       |                                                       |  |     |                                                  |                                                  |  |
|  |                                                                  |                                                                  |                                                                  |                                                                  |   |                     |                                                             |                                                             |                                                             |                                                             |  | Dinamo Moscú        | 0                                                     | 0                                                     | 0                                                     |                                                       |  |                     |                                                       |                                                       |                                                       |                                                       |  |     |                                                  |                                                  |  |
|  |                                                                  |                                                                  | Rapid Viena                                                      | 1                                                                | 3 | 4                   |                                                             |                                                             |                                                             |                                                             |  |                     |                                                       |                                                       |                                                       |                                                       |  |                     |                                                       |                                                       |                                                       |                                                       |  |     |                                                  |                                                  |  |
|  | Sporting de Lisboa                                               | 4                                                                | Rapid Viena                                                      | 1                                                                | 3 | 4                   | 0                                                           | 4                                                           |                                                             |                                                             |  |                     |                                                       |                                                       |                                                       |                                                       |  |                     |                                                       |                                                       |                                                       |                                                       |  |     |                                                  |                                                  |  |
|  | Sporting de Lisboa                                               | 4                                                                |                                                                  |                                                                  |   |                     |                                                             |                                                             |                                                             |                                                             |  |                     |                                                       |                                                       |                                                       |                                                       |  |                     |                                                       |                                                       |                                                       |                                                       |  |     |                                                  |                                                  |  |
|  | Maccabi Haifa                                                    | 0                                                                | 0                                                                | 0                                                                |   |                     |                                                             |                                                             |                                                             |                                                             |  |                     |                                                       |                                                       |                                                       |                                                       |  |                     |                                                       |                                                       |                                                       |                                                       |  |     |                                                  |                                                  |  |
|  | Maccabi Haifa                                                    | 0                                                                | 0                                                                | 0                                                                |   | Sporting de Lisboa  | 2                                                           | 0                                                           | 2                                                           |                                                             |  |                     |                                                       |                                                       |                                                       |                                                       |  |                     |                                                       |                                                       |                                                       |                                                       |  |     |                                                  |                                                  |  |
|  |                                                                  |                                                                  |                                                                  |                                                                  |   | Sporting de Lisboa  | 2                                                           | 0                                                           | 2                                                           |                                                             |  |                     |                                                       |                                                       |                                                       |                                                       |  |                     |                                                       |                                                       |                                                       |                                                       |  |     |                                                  |                                                  |  |
|  |                                                                  |                                                                  | Rapid Viena (t.s.)                                               | 0                                                                | 4 | 4                   |                                                             |                                                             |                                                             |                                                             |  |                     |                                                       |                                                       |                                                       |                                                       |  |                     |                                                       |                                                       |                                                       |                                                       |  |     |                                                  |                                                  |  |
|  | Rapid Viena                                                      | 3                                                                | Rapid Viena (t.s.)                                               | 0                                                                | 4 | 4                   | 0                                                           | 3                                                           |                                                             |                                                             |  |                     |                                                       |                                                       |                                                       |                                                       |  |                     |                                                       |                                                       |                                                       |                                                       |  |     |                                                  |                                                  |  |
|  | Rapid Viena                                                      | 3                                                                |                                                                  |                                                                  |   |                     |                                                             |                                                             |                                                             |                                                             |  |                     |                                                       |                                                       |                                                       |                                                       |  |                     |                                                       |                                                       |                                                       |                                                       |  |     |                                                  |                                                  |  |
|  | Petrolul Ploiești                                                | 1                                                                | 0                                                                | 1                                                                |   |                     |                                                             |                                                             |                                                             |                                                             |  |                     |                                                       |                                                       |                                                       |                                                       |  |                     |                                                       |                                                       |                                                       |                                                       |  |     |                                                  |                                                  |  |
|  | Petrolul Ploiești                                                | 1                                                                | 0                                                                | 1                                                                |   |                     |                                                             |                                                             |                                                             |                                                             |  |                     |                                                       |                                                       |                                                       |                                                       |  |                     |                                                       |                                                       |                                                       |                                                       |  |     |                                                  |                                                  |  |
|  |                                                                  |                                                                  |                                                                  |                                                                  |   |                     |                                                             |                                                             |                                                             |                                                             |  |                     |                                                       |                                                       |                                                       |                                                       |  |                     |                                                       |                                                       |                                                       |                                                       |  |     |                                                  |                                                  |  |

### Primera ronda
Ida
| 14 de septiembre de 1995 | Žalgiris Vilnius              | 2–2     | Trabzonspor               | Vingis Park, Vilnius                                   |                                                        |
|                          | Tereškinas 6' · Mikulenas 53' | Reporte | Arveladze 24' · Ercan 67' | Asistencia: 1,800 espectadores Árbitro(s): Finn Lambek | Asistencia: 1,800 espectadores Árbitro(s): Finn Lambek |

| 14 de septiembre de 1995 | APOEL | 0–0     | Deportivo La Coruña | Makario Stadium, Nicosia                                    |                                                             |
|                          |       | Reporte |                     | Asistencia: 10,200 espectadores Árbitro(s): Marcello Nicchi | Asistencia: 10,200 espectadores Árbitro(s): Marcello Nicchi |

| 14 de septiembre de 1995 | Inter Bratislava | 0–2             | Real Zaragoza                   | Štadión Pasienky, Bratislava                                  |                                                               |
|                          |                  | Report Reporte] | Morientes 42' · Luis Celada 60' | Asistencia: 2,750 espectadores Árbitro(s): Perikles Vasilakis | Asistencia: 2,750 espectadores Árbitro(s): Perikles Vasilakis |

| 14 de septiembre de 1995 | Club Brugge | 1–0     | Shakhtar Donetsk | Jan Breydel Stadium, Brujas                                   |                                                               |
|                          | Špehar 86'  | Reporte |                  | Asistencia: 7,520 espectadores Árbitro(s): Vítor Melo Pereira | Asistencia: 7,520 espectadores Árbitro(s): Vítor Melo Pereira |

| 14 de septiembre de 1995 | Lokomotiv Sofia                             | 3–1     | Halmstad     | Vasil Levski Stadium, Sofía                               |                                                           |
|                          | Marinov 40' · Petkov 43' (pen.) · Donev 57' | Reporte | Svensson 33' | Asistencia: 2,008 espectadores Árbitro(s): Kurt Zuppinger | Asistencia: 2,008 espectadores Árbitro(s): Kurt Zuppinger |

| 14 de septiembre de 1995 | KS Teuta | 0–2     | Parma         | Qemal Stafa Stadium, Tirana                                |                                                            |
|                          |          | Reporte | Zola 72', 85' | Asistencia: 8,100 espectadores Árbitro(s): Dimitar Momirov | Asistencia: 8,100 espectadores Árbitro(s): Dimitar Momirov |

| 14 de septiembre de 1995 | Molde                      | 2–3     | PSG                                                  | Ullevaal Stadion, Oslo                                    |                                                           |
|                          | Solskjær 56' · Stavrum 82' | Reporte | Le Guen 72' · Djorkaeff 78' (pen.) · Dely Valdés 84' | Asistencia: 3,379 espectadores Árbitro(s): John Rowbotham | Asistencia: 3,379 espectadores Árbitro(s): John Rowbotham |

| 14 de septiembre de 1995 | Dinamo Batumi               | 2–3     | Celtic                   | Tsentral Stadium, Batumi                               |                                                        |
|                          | Machutadze 8' · Tugushi 62' | Reporte | Thom 21', 86' · Boyd 40' | Asistencia: 15,200 espectadores Árbitro(s): Amit Klein | Asistencia: 15,200 espectadores Árbitro(s): Amit Klein |

| 14 de septiembre de 1995 | Borussia Mönchengladbach                   | 3–0     | Sileks | Bökelbergstadion, Mönchengladbach                        |                                                          |
|                          | Pflipsen 5' · Effenberg 19' · Klinkert 88' | Reporte |        | Asistencia: 13,750 espectadores Árbitro(s): Sándor Varga | Asistencia: 13,750 espectadores Árbitro(s): Sándor Varga |

| 14 de septiembre de 1995 | AEK Athens                 | 2–0     | Sion | Nikos Goumas Stadium, Atenas                                        |                                                                     |
|                          | Vlachos 45' · Borbokis 70' | Reporte |      | Asistencia: 20,740 espectadores Árbitro(s): Frans van den Wijngaert | Asistencia: 20,740 espectadores Árbitro(s): Frans van den Wijngaert |

| 14 de septiembre de 1995 | KR Reykjavík             | 2–3     | Everton                                  | KR-völlur, Reykjavík                                      |                                                           |
|                          | Bibercić 37', 68' (pen.) | Reporte | Limpar 22' · Unsworth 57' · Amokachi 87' | Asistencia: 5,956 espectadores Árbitro(s): Roger Philippi | Asistencia: 5,956 espectadores Árbitro(s): Roger Philippi |

| 14 de septiembre de 1995 | DAG-Liepaya | 0–7     | Feyenoord                                                                   | Daugava Stadium, Liepāja                                  |                                                           |
|                          |             | Reporte | Larsson 2' · Blinker 46', 58', 62' · Trustfull 60' · Koeman 77' · Obiku 89' | Asistencia: 3,150 espectadores Árbitro(s): Sven Kjelbrott | Asistencia: 3,150 espectadores Árbitro(s): Sven Kjelbrott |

| 14 de septiembre de 1995 | Dynamo Moscow                     | 3–1     | Ararat Yerevan | Dynamo Stadium, Moscú                                      |                                                            |
|                          | Teryokhin 45', 89' · Safronov 73' | Reporte | Stepanyan 70'  | Asistencia: 7,100 espectadores Árbitro(s): Robert Sedlacek | Asistencia: 7,100 espectadores Árbitro(s): Robert Sedlacek |

| 14 de septiembre de 1995 | Hradec Králové                                      | 5–0     | Copenhagen | Všesportovní stadion, Hradec Králové                  |                                                       |
|                          | Samec 32', 78' · Hynek 39' · Černý 52' · Ptáček 89' | Reporte |            | Asistencia: 4,532 espectadores Árbitro(s): Ilkka Koho | Asistencia: 4,532 espectadores Árbitro(s): Ilkka Koho |

| 14 de septiembre de 1995 | Sporting CP                         | 4–0     | Maccabi Haifa | Estádio José Alvalade, Lisboa                           |                                                         |
|                          | Barbosa 8', 10', 48' · Sá Pinto 88' | Reporte |               | Asistencia: 31,800 espectadores Árbitro(s): Keith Burge | Asistencia: 31,800 espectadores Árbitro(s): Keith Burge |

| 14 de septiembre de 1995 | Rapid Wien                    | 3–1     | Petrolul Ploiești | Gerhard Hanappi Stadium, Vienna                          |                                                          |
|                          | Barisic 44', 89' · Ivanov 59' | Reporte | Toader 65'        | Asistencia: 9,979 espectadores Árbitro(s): Loizos Loizou | Asistencia: 9,979 espectadores Árbitro(s): Loizos Loizou |

Vuelta
| 28 de septiembre de 1995 | Trabzonspor   | 1–0 (Global 3-2) | Žalgiris Vilnius | Hüseyin Avni Aker Stadium, Trabzon                         |                                                            |
|                          | Mandıralı 38' | Reporte          |                  | Asistencia: 22,600 espectadores Árbitro(s): Sergey Shmolik | Asistencia: 22,600 espectadores Árbitro(s): Sergey Shmolik |

| 28 de septiembre de 1995 | Deportivo La Coruña                                                                   | 8–0 (Global 8-0) | APOEL | Estadio Riazor, La Coruña                                   |                                                             |
|                          | Bebeto 17', 22', 45' · Radchenko 26', 68' · Begiristain 43' · Donato 61' · Aldana 80' | Reporte          |       | Asistencia: 10,650 espectadores Árbitro(s): Alfred Micallef | Asistencia: 10,650 espectadores Árbitro(s): Alfred Micallef |

| 28 de septiembre de 1995 | Real Zaragoza                              | 3–1 (Global 5-1) | Inter Bratislava    | La Romareda, Zaragoza                                        |                                                              |
|                          | Poyet 12' · Paquete Higuera 64' · Dani 71' | Reporte          | Obšitník 77' (pen.) | Asistencia: 12,600 espectadores Árbitro(s): Gilles Veissière | Asistencia: 12,600 espectadores Árbitro(s): Gilles Veissière |

| 28 de septiembre de 1995 | Shakhtar Donetsk | 1–1 (Global 1-2) | Club Brugge | Shakhtar Stadium, Donetsk                                       |                                                                 |
|                          | Voskoboinyk 61'  | Reporte          | Stanić 61'  | Asistencia: 37,600 espectadores Árbitro(s): Gheorghe Constantin | Asistencia: 37,600 espectadores Árbitro(s): Gheorghe Constantin |

| 28 de septiembre de 1995                              | Halmstad                            | 2–0 (Global 3-3) | Lokomotiv Sofia | Örjans Vall, Halmstad                                       |                                                             |
|                                                       | R. Andersson 22' · T. Andersson 77' | Reporte          |                 | Asistencia: 3,145 espectadores Árbitro(s): Vasily Melnichuk | Asistencia: 3,145 espectadores Árbitro(s): Vasily Melnichuk |
| Halmstad clasifica por la regla del gol de visitante. |                                     |                  |                 |                                                             |                                                             |

| 1995 de septiembre del 28 | Parma                  | 2–0 (Global 4-0) | KS Teuta | Stadio Ennio Tardini, Parma                                |                                                            |
|                           | Melli 8' · Inzaghi 90' | Reporte          |          | Asistencia: 10,291 espectadores Árbitro(s): Milan Mitrović | Asistencia: 10,291 espectadores Árbitro(s): Milan Mitrović |

| 28 de septiembre de 1995 | PSG                           | 3–0 (Global 6-2) | Molde | Parc des Princes, París                                   |                                                           |
|                          | Nouma 9', 14' · Djorkaeff 80' | Reporte          |       | Asistencia: 18,898 espectadores Árbitro(s): Sándor Piller | Asistencia: 18,898 espectadores Árbitro(s): Sándor Piller |

| 28 de septiembre de 1995 | Celtic                                    | 4–0 (Global 7-2) | Dinamo Batumi | Celtic Park, Glasgow                                           |                                                                |
|                          | Thom 18', 21' · Donnelly 47' · Walker 89' | Reporte          |               | Asistencia: 31,969 espectadores Árbitro(s): Gylfi Thór Orrason | Asistencia: 31,969 espectadores Árbitro(s): Gylfi Thór Orrason |

| 28 de septiembre de 1995 | Sileks                     | 2–3 (Global 2-6) | Borussia Mönchengladbach                 | Gradski stadion, Skopie                                  |                                                          |
|                          | Memedi 51' · Boškovski 62' | Reporte          | Effenberg 29' · Dahlin 52' · Nielsen 76' | Asistencia: 9,000 espectadores Árbitro(s): Fernand Meese | Asistencia: 9,000 espectadores Árbitro(s): Fernand Meese |

| 28 de septiembre de 1995 | Sion                       | 2–2 (Global 2-4) | AEK Athens                 | Stade Tourbillon, Sion                                     |                                                            |
|                          | Bonvin 20' · Giallanza 84' | Reporte          | Ketsbaia 82' · Batista 87' | Asistencia: 6,900 espectadores Árbitro(s): Loris Stafoggia | Asistencia: 6,900 espectadores Árbitro(s): Loris Stafoggia |

| 28 de septiembre de 1995 | Everton                              | 3–1     | KR Reykjavík   | Goodison Park, Liverpool                                    |                                                             |
|                          | Stuart 57' · Grant 66' · Rideout 88' | Reporte | Daníelsson 22' | Asistencia: 18,422 espectadores Árbitro(s): Ladislav Gadoši | Asistencia: 18,422 espectadores Árbitro(s): Ladislav Gadoši |

| 28 de septiembre de 1995 | Feyenoord                                                           | 6–0 (Global 13-0) | DAG-Liepaya | De Kuip, Róterdam                                          |                                                            |
|                          | Heus 38' (pen.) · Trustfull 44' · Obiku 56', 62', 63' · Gláucio 61' | Reporte           |             | Asistencia: 10,746 espectadores Árbitro(s): Brendan Shorte | Asistencia: 10,746 espectadores Árbitro(s): Brendan Shorte |

| 28 de septiembre de 1995 | Ararat Yerevan | 0–1 (Global 1-4) | Dynamo Moscow | Hrazdan Stadium, Ereván                                 |                                                         |
|                          |                | Reporte          | Teryokhin 65' | Asistencia: 2,272 espectadores Árbitro(s): Jan Wegereef | Asistencia: 2,272 espectadores Árbitro(s): Jan Wegereef |

| 28 de septiembre de 1995 | Copenhagen              | 2–2 (Global 2-7) | Hradec Králové         | Parken Stadium, Copenhague                            |                                                       |
|                          | Tengstedt 27' · Tur 72' | Reporte          | Urbánek 9' · Rehák 11' | Asistencia: 4,432 espectadores Árbitro(s): John Ferry | Asistencia: 4,432 espectadores Árbitro(s): John Ferry |

| 28 de septiembre de 1995 | Maccabi Haifa | 0–0 (Global 0-4) | Sporting CP | Kiryat Eliezer Stadium, Haifa                             |                                                           |
|                          |               | Reporte          |             | Asistencia: 4,330 espectadores Árbitro(s): Taras Bezubyak | Asistencia: 4,330 espectadores Árbitro(s): Taras Bezubyak |

| 28 de septiembre de 1995 | Petrolul Ploiești | 0–0 (Global 1-3) | Rapid Wien | Stadionul Ilie Oană, Ploiești                               |                                                             |
|                          |                   | Reporte          |            | Asistencia: 6,500 espectadores Árbitro(s): Manuel Díaz Vega | Asistencia: 6,500 espectadores Árbitro(s): Manuel Díaz Vega |

### Octavos de final
Ida
| 19 de octubre de 1995 | Trabzonspor | 0–1     | Deportivo La Coruña | Hüseyin Avni Aker Stadium, Trabzon                                 |                                                                    |
|                       |             | Reporte | Donato 61'          | Asistencia: 9,101 espectadores Árbitro(s): Frans van den Wijngaert | Asistencia: 9,101 espectadores Árbitro(s): Frans van den Wijngaert |

| 19 de octubre de 1995 | Real Zaragoza                | 2–1     | Club Brugge         | La Romareda, Zaragoza                                     |                                                           |
|                       | Aragón 28' (pen.) · Dani 34' | Reporte | Staelens 73' (pen.) | Asistencia: 24,850 espectadores Árbitro(s): Stephen Lodge | Asistencia: 24,850 espectadores Árbitro(s): Stephen Lodge |

| 19 de octubre de 1995 | Halmstad                               | 3–0     | Parma | Gamla Ullevi, Gothenburg                                   |                                                            |
|                       | Gudmundsson 7', 31' · R. Andersson 75' | Reporte |       | Asistencia: 9,326 espectadores Árbitro(s): Bernd Heynemann | Asistencia: 9,326 espectadores Árbitro(s): Bernd Heynemann |

| 19 de octubre de 1995 | PSG           | 1–0     | Celtic | Parc des Princes, París                                  |                                                          |
|                       | Djorkaeff 76' | Reporte |        | Asistencia: 30,010 espectadores Árbitro(s): Günter Benkö | Asistencia: 30,010 espectadores Árbitro(s): Günter Benkö |

| 19 de octubre de 1995 | Borussia Mönchengladbach                     | 4–1     | AEK Athens    | Bökelbergstadion, Mönchengladbach                                  |                                                                    |
|                       | Dahlin 50', 90' · Pflipsen 55' · Wynhoff 66' | Reporte | Maladenis 78' | Asistencia: 21,200 espectadores Árbitro(s): Jorge Monteiro Coroado | Asistencia: 21,200 espectadores Árbitro(s): Jorge Monteiro Coroado |

| 19 de octubre de 1995 | Everton | 0–0     | Feyenoord | Goodison Park, Liverpool                                      |                                                               |
|                       |         | Reporte |           | Asistencia: 27,526 espectadores Árbitro(s): Hans-Jürgen Weber | Asistencia: 27,526 espectadores Árbitro(s): Hans-Jürgen Weber |

| 19 de octubre de 1995 | Dynamo Moscow | 1–0     | Hradec Králové | Dynamo Stadium, Moscú                                       |                                                             |
|                       | Kuznetsov 57' | Reporte |                | Asistencia: 8,700 espectadores Árbitro(s): Richard O'Hanlon | Asistencia: 8,700 espectadores Árbitro(s): Richard O'Hanlon |

| 19 de octubre de 1995 | Sporting CP                  | 2–0     | Rapid Wien | Estádio José Alvalade, Lisboa                           |                                                         |
|                       | Naybet 14' · Paulo Alves 25' | Reporte |            | Asistencia: 40,500 espectadores Árbitro(s): Alain Hamer | Asistencia: 40,500 espectadores Árbitro(s): Alain Hamer |

Vuelta
| 2 de noviembre de 1995 | Deportivo La Coruña          | 3–0 (Global 4-0) | Trabzonspor | Estadio Riazor, La Coruña                                       |                                                                 |
|                        | Donato 22' · Bebeto 38', 80' | Reporte          |             | Asistencia: 27,500 espectadores Árbitro(s): Gheorghe Constantin | Asistencia: 27,500 espectadores Árbitro(s): Gheorghe Constantin |

| 2 de noviembre de 1995 | Club Brugge | 0–1 (Global 1-3) | Real Zaragoza | Jan Breydel Stadium, Brujas                                 |                                                             |
|                        |             | Reporte          | Dani 90'      | Asistencia: 16,613 espectadores Árbitro(s): Dimitar Momirov | Asistencia: 16,613 espectadores Árbitro(s): Dimitar Momirov |

| 2 de noviembre de 1995 | Parma                                                   | 4–0 (Global 4-3) | Halmstad | Stadio Ennio Tardini, Parma                             |                                                         |
|                        | Inzaghi 2' · Baggio 38' · Stoichkov 53' · Benarrivo 69' | Reporte          |          | Asistencia: 13,053 espectadores Árbitro(s): Finn Lambek | Asistencia: 13,053 espectadores Árbitro(s): Finn Lambek |

| 2 de noviembre de 1995 | Celtic | 0–3 (Global 0-4) | Paris Saint-Germain       | Celtic Park, Glasgow                                           |                                                                |
|                        |        | Reporte          | Loko 36', 42' · Nouma 68' | Asistencia: 34,822 espectadores Árbitro(s): Kurt Röthlisberger | Asistencia: 34,822 espectadores Árbitro(s): Kurt Röthlisberger |

| 2 de noviembre de 1995 | AEK Athens | 0–1 (Global 1-5) | Borussia Mönchengladbach | Nikos Goumas Stadium, Atenas                               |                                                            |
|                        |            | Reporte          | Effenberg 70'            | Asistencia: 23,000 espectadores Árbitro(s): Leslie Mottram | Asistencia: 23,000 espectadores Árbitro(s): Leslie Mottram |

| 2 de noviembre de 1995 | Feyenoord   | 1–0 (Global 1-0) | Everton | De Kuip, Róterdam                                           |                                                             |
|                        | Blinker 39' | Reporte          |         | Asistencia: 40,289 espectadores Árbitro(s): Marcello Nicchi | Asistencia: 40,289 espectadores Árbitro(s): Marcello Nicchi |

| 2 de noviembre de 1995 | Hradec Králové                  | 1–0 (t. s.)(1–3 p.)(Global 1-1) | Dynamo Moscow                          | Všesportovní stadion, Hradec Králové                        |                                                             |
|                        | Kaplan 14'                      | Reporte                         |                                        | Asistencia: 11,530 espectadores Árbitro(s): Roy Helge Olsen | Asistencia: 11,530 espectadores Árbitro(s): Roy Helge Olsen |
|                        |                                 | Tiros desde el punto penal      |                                        |                                                             |                                                             |
|                        | Drozd · Černý · Dzubara · Holub |                                 | Kobelev · Teryokhin · Samatov · Kovtun |                                                             |                                                             |

| 2 de noviembre de 1995 | Rapid Wien                                       | 4–0 (t. s.)(Global 4-2) | Sporting CP | Ernst-Happel-Stadion, Vienna                              |                                                           |
|                        | Kühbauer 25' · Stumpf 90+2', 105' · Jancker 110' | Reporte                 |             | Asistencia: 22,500 espectadores Árbitro(s): Werner Müller | Asistencia: 22,500 espectadores Árbitro(s): Werner Müller |

### Cuartos de final
Ida
| 7 de marzo de 1996 | Deportivo La Coruña | 1–0     | Real Zaragoza | Riazor, La Coruña                                        |                                                          |
|                    | Fernández 70'       | Reporte |               | Asistencia: 13,800 espectadores Árbitro(s): Gerd Grabher | Asistencia: 13,800 espectadores Árbitro(s): Gerd Grabher |

| 7 de marzo de 1996 | Parma         | 1–0     | PSG | Stadio Ennio Tardini, Parma                             |                                                         |
|                    | Stoichkov 58' | Reporte |     | Asistencia: 12,447 espectadores Árbitro(s): Sándor Puhl | Asistencia: 12,447 espectadores Árbitro(s): Sándor Puhl |

| 7 de marzo de 1996 | Borussia Mönchengladbach            | 2–2     | Feyenoord                          | Rheinstadion, Düsseldorf                                  |                                                           |
|                    | Wynhoff 5' · Kastenmaier 42' (pen.) | Reporte | Van Gastel 34' · Koeman 45' (pen.) | Asistencia: 51,000 espectadores Árbitro(s): László Vagner | Asistencia: 51,000 espectadores Árbitro(s): László Vagner |

| 7 de marzo de 1996 | Dynamo Moscow | 0–1     | Rapid Wien | Dynamo Stadium, Moscú                                      |                                                            |
|                    |               | Reporte | Stumpf 33' | Asistencia: 5,900 espectadores Árbitro(s): Bernd Heynemann | Asistencia: 5,900 espectadores Árbitro(s): Bernd Heynemann |

Vuelta
| 21 de marzo de 1996 | Real Zaragoza | 1–1 (Global 1-2) | Deportivo La Coruña | La Romareda, Zaragoza                                    |                                                          |
|                     | Morientes 37' | Reporte          | Bebeto 64'          | Asistencia: 31,900 espectadores Árbitro(s): Guy Goethals | Asistencia: 31,900 espectadores Árbitro(s): Guy Goethals |

| 21 de marzo de 1996 | Feyenoord     | 1–0 (Global 3-2) | Borussia Mönchengladbach | De Kuip, Róterdam                                              |                                                                |
|                     | Trustfull 85' | Reporte          |                          | Asistencia: 43,080 espectadores Árbitro(s): Kim Milton Nielsen | Asistencia: 43,080 espectadores Árbitro(s): Kim Milton Nielsen |

| 21 de marzo de 1996 | PSG                                  | 3–1 (Global 3-2) | Parma     | Parc des Princes, París                                  |                                                          |
|                     | Raí 9' (pen.), 69' (pen.) · Loko 38' | Reporte          | Melli 26' | Asistencia: 43,686 espectadores Árbitro(s): Leif Sundell | Asistencia: 43,686 espectadores Árbitro(s): Leif Sundell |

| 21 de marzo de 1996 | Rapid Wien                           | 3–0 (Global 4-0) | Dynamo Moscow | Ernst-Happel-Stadion, Vienna                           |                                                        |
|                     | Jancker 49', 74' · Stöger 61' (pen.) | Reporte          |               | Asistencia: 42,700 espectadores Árbitro(s): Marc Batta | Asistencia: 42,700 espectadores Árbitro(s): Marc Batta |

### Semifinales
Ida
| 4 de abril de 1996 | Deportivo La Coruña | 0–1     | PSG           | Riazor, La Coruña                                       |                                                         |
|                    |                     | Reporte | Djorkaeff 90' | Asistencia: 21,100 espectadores Árbitro(s): Markus Merk | Asistencia: 21,100 espectadores Árbitro(s): Markus Merk |

| 4 de abril de 1996 | Feyenoord         | 1–1     | Rapid Wien  | De Kuip, Róterdam                                          |                                                            |
|                    | Koeman 53' (pen.) | Reporte | Jancker 66' | Asistencia: 41,241 espectadores Árbitro(s): Ryszard Wójcik | Asistencia: 41,241 espectadores Árbitro(s): Ryszard Wójcik |

Vuelta
| 18 de abril de 1996 | PSG      | 1–0 (Global 2-0) | Deportivo La Coruña | Parc des Princes, París                                         |                                                                 |
|                     | Loko 58' | Report Reporte]  |                     | Asistencia: 41,508 espectadores Árbitro(s): Alfredo Trentalange | Asistencia: 41,508 espectadores Árbitro(s): Alfredo Trentalange |

| 18 de abril de 1996 | Rapid Wien                   | 3–0 (Global 4-1) | Feyenoord | Ernst-Happel-Stadion, Vienna                                 |                                                              |
|                     | Jancker 2', 34' · Stumpf 32' | Reporte          |           | Asistencia: 46,000 espectadores Árbitro(s): Sergei Khusainov | Asistencia: 46,000 espectadores Árbitro(s): Sergei Khusainov |

## Final
| 1  | POR | Bernard Lama     |     |
| 3  | DEF | Patrick Colleter |     |
| 4  | DEF | Bruno N'Gotty    |     |
| 2  | DEF | Paul Le Guen     |     |
| 5  | DEF | Alain Roche      |     |
| 7  | MED | Daniel Bravo     |     |
| 9  | MED | Laurent Fournier | 77' |
| 8  | MED | Vincent Guérin   |     |
| 10 | MED | Raí              | 12' |
| 6  | DEL | Youri Djorkaeff  |     |
| 11 | DEL | Patrice Loko     |     |
| DT | DT  | Luis Fernández   |     |

| 1  | POR | Michael Konsel   |     |
| 2  | DEF | Michael Hatz     |     |
| 4  | DEF | Trifon Ivanov    |     |
| 5  | DEF | Peter Schöttel   |     |
| 3  | DEF | Peter Guggi      |     |
| 11 | MED | Andreas Heraf    |     |
| 10 | MED | Dietmar Kühbauer |     |
| 8  | MED | Stephen Marasek  |     |
| 6  | DEL | Peter Stöger     |     |
| 7  | DEL | Christian Stumpf | 46' |
| 9  | DEL | Carsten Jancker  |     |
| DT | DT  | Ernst Dokupil    |     |

| 14 | DEF | Francis Llacer          | 77' |
| 15 | DEL | Julio César Dely Valdés | 12' |

| 14 | MED | Zoran Barisic | 46' |

|  | 29' | Bruno N'Gotty | 1-0 |

|  | 56' | Laurent Fournier |

|  | 34' | Carsten Jancker |
|  | 37' | Peter Schöttel  |
|  | 54' | Michael Hatz    |
|  | 67' | Andreas Heraf   |
|  | 84' | Peter Stöger    |

| Árbitro | Pierluigi Pairetto |

| 1  | POR | Bernard Lama     |     |
| 3  | DEF | Patrick Colleter |     |
| 4  | DEF | Bruno N'Gotty    |     |
| 2  | DEF | Paul Le Guen     |     |
| 5  | DEF | Alain Roche      |     |
| 7  | MED | Daniel Bravo     |     |
| 9  | MED | Laurent Fournier | 77' |
| 8  | MED | Vincent Guérin   |     |
| 10 | MED | Raí              | 12' |
| 6  | DEL | Youri Djorkaeff  |     |
| 11 | DEL | Patrice Loko     |     |
| DT | DT  | Luis Fernández   |     |

| 1  | POR | Michael Konsel   |     |
| 2  | DEF | Michael Hatz     |     |
| 4  | DEF | Trifon Ivanov    |     |
| 5  | DEF | Peter Schöttel   |     |
| 3  | DEF | Peter Guggi      |     |
| 11 | MED | Andreas Heraf    |     |
| 10 | MED | Dietmar Kühbauer |     |
| 8  | MED | Stephen Marasek  |     |
| 6  | DEL | Peter Stöger     |     |
| 7  | DEL | Christian Stumpf | 46' |
| 9  | DEL | Carsten Jancker  |     |
| DT | DT  | Ernst Dokupil    |     |

| 14 | DEF | Francis Llacer          | 77' |
| 15 | DEL | Julio César Dely Valdés | 12' |

| 14 | MED | Zoran Barisic | 46' |

|  | 29' | Bruno N'Gotty | 1-0 |

|  | 56' | Laurent Fournier |

|  | 34' | Carsten Jancker |
|  | 37' | Peter Schöttel  |
|  | 54' | Michael Hatz    |
|  | 67' | Andreas Heraf   |
|  | 84' | Peter Stöger    |

| Árbitro | Pierluigi Pairetto |

## Campeón
| Bandera de Francia    |
| Campeón PSG 1º título |

## Goleadores
| #  | Jugador           | Club                     | Goles |
| -- | ----------------- | ------------------------ | ----- |
| 1  | Petr Samec        | Hradec Králové           | 9     |
| 2  | Bebeto            | Deportivo La Coruña      | 6     |
| 2  | Carsten Jancker   | Rapid Wien               | 6     |
| 4  | Mihajlo Bibercić  | KR Reykjavík             | 4     |
| 4  | Regi Blinker      | Feyenoord                | 4     |
| 4  | Youri Djorkaeff   | PSG                      | 4     |
| 4  | Patrice Loko      | PSG                      | 4     |
| 4  | Michael Obiku     | Feyenoord                | 4     |
| 4  | Christian Stumpf  | Rapid Wien               | 4     |
| 4  | Andreas Thom      | Celtic                   | 4     |
| 11 | Pedro Barbosa     | Sporting CP              | 3     |
| 11 | Martin Dahlin     | Borussia Mönchengladbach | 3     |
| 11 | Dani              | Real Zaragoza            | 3     |
| 11 | Olgar Danielsen   | KÍ Klaksvík              | 3     |
| 11 | Donato            | Deportivo La Coruña      | 3     |
| 11 | Stefan Effenberg  | Borussia Mönchengladbach | 3     |
| 11 | Ronald Koeman     | Feyenoord                | 3     |
| 11 | Paata Machutadze  | Dinamo Batumi            | 3     |
| 11 | Nedžmedin Memedi  | Sileks                   | 3     |
| 11 | Alon Mizrahi      | Maccabi Haifa            | 3     |
| 11 | Pascal Nouma      | PSG                      | 3     |
| 11 | Milan Ptáček      | Hradec Králové           | 3     |
| 11 | Orlando Trustfull | Feyenoord                | 3     |